# Yushu Kitano
Yushu Kitano (japonès: 北野 祐秀)  (prefectura d'Ōsaka, 14 d'abril de 1930 - Nishinomiya, 27 de febrer de 2016) fou un lluitador japonès, especialista en lluita lliure, que va competir durant la dècada de 1950.
El 1952 va prendre part en els Jocs Olímpics d'Estiu de Hèlsinki, on guanyà la medalla de plata en la competició del pes mosca del programa lluita lliure.
En el seu palmarès també destaca una medalla de plata en els Campionat del Món de 1954 i una altra als Jocs Asiàtics del mateix any. A nivell nacional guanyà els campionats del pes mosca d'estil lliure el 1952 i el 1953.
Una vegada retirat va exercir d'entrenador, entre d'altres de l'equip olímpic japonès de 1960.